# Diözesanmuseum Drohiczyn
Das Diözesanmuseum Drohiczyn ist eine kirchlich-kulturelle Einrichtung im podlachischen Drohiczyn. Das  Diözesanmuseum ist eines der jüngsten Diözesanmuseen in Polen und befindet sich im ehemaligen Franziskanerkloster der Stadt.
Zu den Ausstellungsstücken gehören sakrale Kunstobjekte von der frühen Neuzeit bis zur Moderne sowie Dokumente, die von den polnischen Königen Władysław IV. Wasa, Johann II. Kasimir und August dem Starken ausgestellt wurden. 